# Pleno emprego

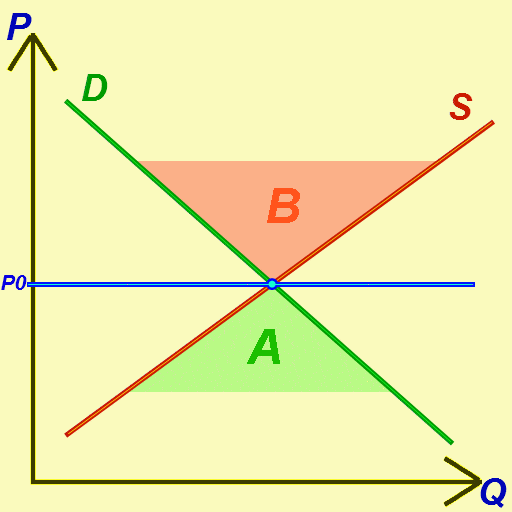
Gráfico de quantidade (abscissas) e preço (ordenadas). S é a curva de oferta e D, a de demanda. A quantidade de fatores demandados e ofertados pelo preço P0 é a mesma. Portanto, o mercado encontra-se em equilíbrio a preço P0.

Em ciências econômicas, pleno emprego é quando todos aqueles autorizados a trabalhar (e.g. crianças não) que buscam emprego o encontram em pouco tempo e com pouco esforço. Mais tecnicamente, em macroeconomia, o pleno emprego é definido como o nível de emprego em que não há desemprego cíclico ou de demanda insuficiente.
Pleno emprego não é sinônimo de ausência de desemprego, pois há tipos não-cíclicos de desemprego, como o desemprego friccional (haverá sempre pessoas que abandonaram ou perderam um emprego sazonal e estão no processo de conseguir um novo emprego) e desemprego estrutural (falta de correspondência entre as habilidades dos trabalhadores e os requisitos do trabalho). Alguns economistas vêem o desemprego como um meio necessário para controlar a inflação, ou seja, para evitar que a inflação se acelere. Esta visão é baseada em uma teoria centrada no conceito da taxa de de desemprego não-aceleradora de inflação (NAIRU, non-accelerating inflation rate of unemployment), e aqueles que concordam com ela querem tipicamente dizer NAIRU quando se fala de pleno emprego. A NAIRU também foi descrita por Milton Friedman, entre outros, como a taxa 'natural' de desemprego. Tendo muitos nomes, também foi chamado de taxa de desemprego estrutural.

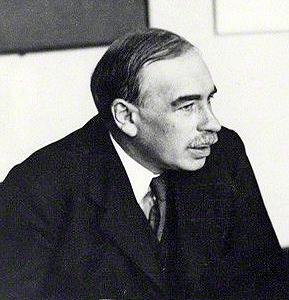
J. M. Keynes.

O economista britânico William Beveridge afirmou que uma taxa de desemprego de 3% era pleno emprego. Para os Estados Unidos, o economista William T. Dickens descobriu que a taxa de desemprego no pleno emprego variou muito ao longo do tempo, mas igualou cerca de 5,5 por cento da força de trabalho civil durante a década de 2000.
Recentemente, os economistas enfatizaram a ideia de que o pleno emprego representa uma 'gama' de possíveis taxas de desemprego. Por exemplo, em 1999, nos Estados Unidos, a Organização de Cooperação e Desenvolvimento Econômico (OCDE) fornece uma estimativa da 'taxa de desemprego no pleno emprego' de 4 a 6,4%. Esta é a taxa de desemprego estimada no pleno emprego, mais e menos o desvio padrão da estimativa.
O conceito de pleno emprego da mão-de-obra corresponde ao conceito de produção potencial ou PIB real potencial e a curva de oferta agregada (LRAS) a longo prazo. Na macroeconomia neoclássica, o nível mais alto sustentável de PIB real agregado ou 'potencial' é visto como correspondente a uma curva LRAS vertical: qualquer aumento na demanda por PIB real só pode levar ao aumento dos preços no longo prazo, enquanto qualquer aumento no resultado é temporário.